# Liste der Monuments historiques in Sainte-Anne-d’Auray
Die Liste der Monuments historiques in Sainte-Anne-d’Auray führt die Monuments historiques in der französischen Gemeinde Sainte-Anne-d’Auray auf.

## Liste der Bauwerke
| Bezeichnung       | Beschreibung | Standort             | Kennzeichnung | Schutzstatus           | Datum                         | Bild |
| ----------------- | ------------ | -------------------- | ------------- | ---------------------- | ----------------------------- | ---- |
| Basilika Ste-Anne |              | (Lage)               | PA00091658    | Inscrit Classé Inscrit | 1925 1928 1929 1975 1983 2013 |      |
| Kriegerdenkmal    |              | Le Pélerinage (Lage) | PA56000080    | Inscrit                | 2016                          |      |

## Liste der Objekte
- Monuments historiques (Objekte) in Sainte-Anne-d’Auray in der Base Palissy des französischen Kultusministeriums